# Charles Vane, 3. Marquess of Londonderry

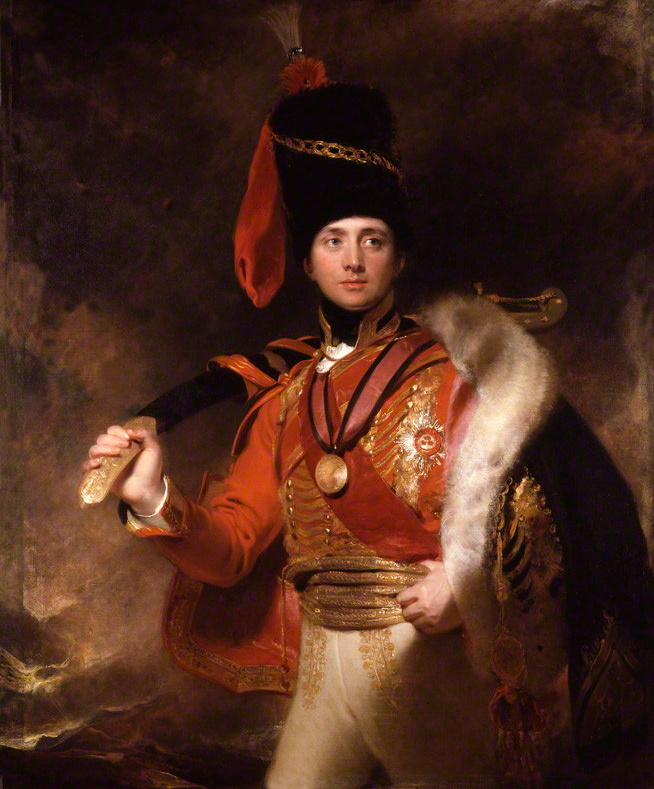
Charles (Vane-)Stewart, später 3. Marquess of Londonderry. Gemälde von Thomas Lawrence 1812

Charles William Vane, 3. Marquess of Londonderry (geborener Stewart, * 18. Mai 1778 in Dublin; † 6. März 1854 in London) war ein britischer Offizier, Politiker und Diplomat.

## Familie
Charles Stewart war der Sohn des Robert Stewart, 1. Marquess of Londonderry, aus dessen zweiter Ehe mit Lady Frances Pratt, Tochter des Charles Pratt, 1. Earl of Camden. Sein älterer Halbbruder aus einer früheren Ehe des Vaters war der spätere britische Außenminister Robert Stewart, Viscount Castlereagh.
In erster Ehe heiratete er am 8. August 1804 Lady Catherine Bligh (1774–1812) Tochter von John Bligh, 3. Earl of Darnley. Mit ihr hatte er einen Sohn. Sie starb 1812. In zweiter Ehe heiratete er am 3. April 1819 Lady Frances Anne Emily Vane-Tempest (1800–1865), die Tochter von Sir Henry Vane-Tempest, 2. Baronet († 1813) und Anne MacDonnell, 2. Countess of Antrim. Diese war Erbin großer Besitzungen, weshalb er mit königlicher Lizenz vom 5. Mai 1821 den Familiennamen „Vane“ annahm und sein Wappen um das jener Familie ergänzte. Aus der Ehe gingen drei Söhne und vier Töchter hervor.
Sein Sohn aus erster Ehe Frederick Stewart folgte ihm als 4. Marquess of Londonderry. Der älteste Sohn aus der zweiten Ehe George Vane-Tempest folgte ihm als 2. Earl Vane.

## Leben

### Aufstieg im Militär
Nach der Erziehung am Eton College trat er 1794 als Ensign des neuaufgestellten Macnamara’s Regiment of Foot in die britische Armee ein. Bereits im selben Jahr wurde er zum Lieutenant und Captain befördert.  Seine militärische Karriere wurde vor allem von seinem Onkel John Pratt, 1. Marquess Camden gefördert. Er diente 1794/95 während des Ersten Koalitionskrieges im Stab von Francis Rawdon-Hastings, 1. Marquess of Hastings in den Niederlanden. 1795 wechselte er als Major zum 106th Regiment of Foot und 1796 als Major zum 5th (Royal Irish) Regiment of Dragoons und gehörte 1795 und 1796 zur britischen Abordnung im österreichischen Hauptquartier während der Feldzüge am Rhein und der oberen Donau. Bei einem Kavalleriegefecht bei Donauwörth wurde er verwundet.
Danach war er Aide-de-camp bei seinem Onkel Lord Camden in dessen Zeit als Lord Lieutenant of Ireland zwischen 1795 und 1798. Im Jahr 1797 wurde er zum Lieutenant-Colonel des 5th (Royal Irish) Regiment of Dragoons befördert. Das Regiment wurde im irischen Aufstand von 1798 eingesetzt. Weil zahlreiche Soldaten desertierten, wurde es 1799 aufgelöst. Er wurde daraufhin Lieutenant-Colonel des 18th Regiment of (Light) Dragoons. Mit diesem diente er im Feldzug von 1799 in den Niederlanden. Er wurde bei einem Gefecht leicht verwundet.

### Politiker und Abgeordneter

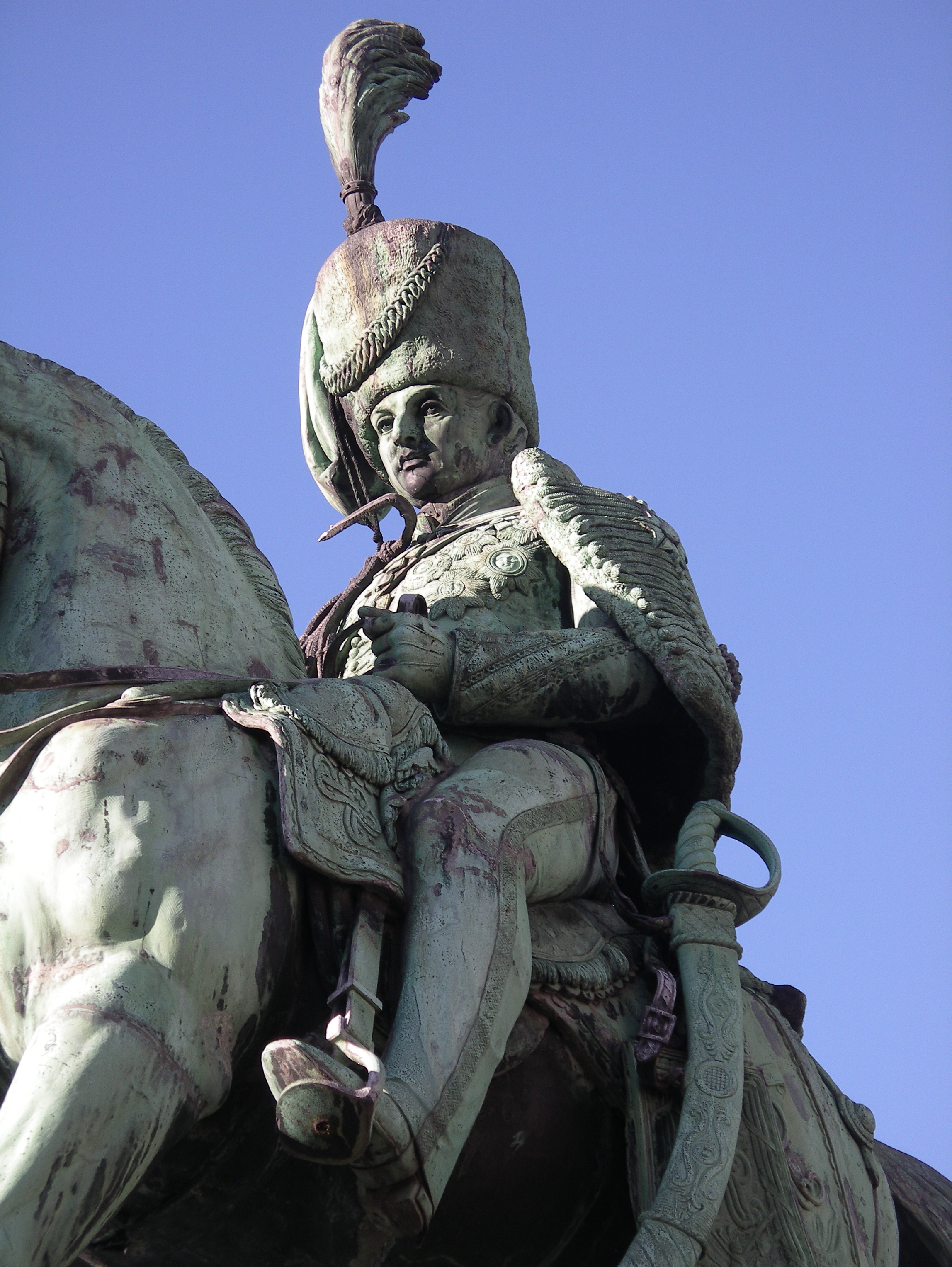
Gedenkstatue in Durham von Raffaelle Monti

Im März 1800 begann seine politische Karriere und zog als Abgeordneter für das Borough Thomastown im County Kilkenny ins Unterhauses des irischen Parlaments ein. Im Mai 1800 tauschte er seinen Parlamentssitz mit seinem Onkel Alexander Stewart (1746–1831) gegen dessen Sitz für das County Londonderry. Als 1801 das irische Parlament durch den Act of Union 1800 aufgelöst wurde, wurde er als Abgeordneter für das County Londonderry Mitglied des Unterhauses des britischen Parlaments in Westminster. Als Abgeordneter handelte er wenig selbstständig. Vielmehr beeinflusste die Familie und vor allem sein Halbbruder seine Positionen.
Im Jahr 1803 wurde er zum Colonel befördert und zum Aide-de-camp des Königs Georg III. ernannt.
Als 1805 eine Invasion Napoleons drohte, veröffentlichte er die Schrift Suggestions for the Improvement of the Force of the British Empire. Im Jahr 1807 wurde er Unterstaatssekretär in der Regierung (under-secretary of war) beim Secretary of State for War and the Colonies, während sein Bruder, mit dem er eng zusammen arbeitete, Außenminister war.
Stewart gab sein Staatsamt zeitweise 1808 auf, um als Brigadier-General eine Husarenbrigade in Portugal zu kommandieren. Die Truppe schützte im Krieg auf der iberischen Halbinsel die übrige Armee beim Vormarsch in Richtung Madrid und Salamanca und später deckte sie den Rückzug. Im weiteren Verlauf der Kämpfe zeichnete er sich mehrfach aus.
Zu Beginn des Jahres 1809 kehrte er nach London in sein früheres Amt zurück. Er erhielt zusätzlich die Sinekure eines Gouverneurs von Fort Charles auf Jamaika.
Im April desselben Jahres kehrte er zur Armee auf der iberischen Halbinsel zurück, die nun unter dem Kommando von Lord Wellington stand. Er diente diesem als Generaladjutant. Erneut tat er sich als Kommandeur mehrfach hervor, ehe er erkrankt nach England zurückkehren musste.
Im Februar 1810 dankte das Unterhaus ihm für seine Leistungen im Krieg. Kurze Zeit später wurde er zum Major-General befördert. Bereits zuvor war er wieder auf den spanischen Kriegsschauplatz zurückgekehrt und diente 1810 bis 1812 erneut als Generaladjutant. Wieder tat er sich daneben mehrfach bei Einsätzen im Feld hervor.
Weil seine frühere Fiebererkrankung wieder ausbrach, kehrte er im Februar 1812 nach England zurück, wo er im Juli 1812 am Hof das Ehrenamt eines Groom of the Bedchamber erhielt. Unstimmigkeiten mit Wellington, der ihm unter anderem Intrigen vorwarf und das Kommando über eine Kavalleriedivision verweigerte, führten zum Ende der militärischen Karriere.
Im Februar 1813 wurde Stewart zum Knight Companion des Order of the Bath ernannt. Für seinen Dienst auf der iberischen Halbinsel erhielt er auch als Kommandeurskreuz des portugiesischen Turm- und Schwertordens und weitere ausländische Auszeichnungen. 1813 erhielt er auch das Amt des Colonel des 25th Regiment of Light Dragoons und hatte dieses bis zur Auflösung des Regiments 1819 inne.

### Diplomat

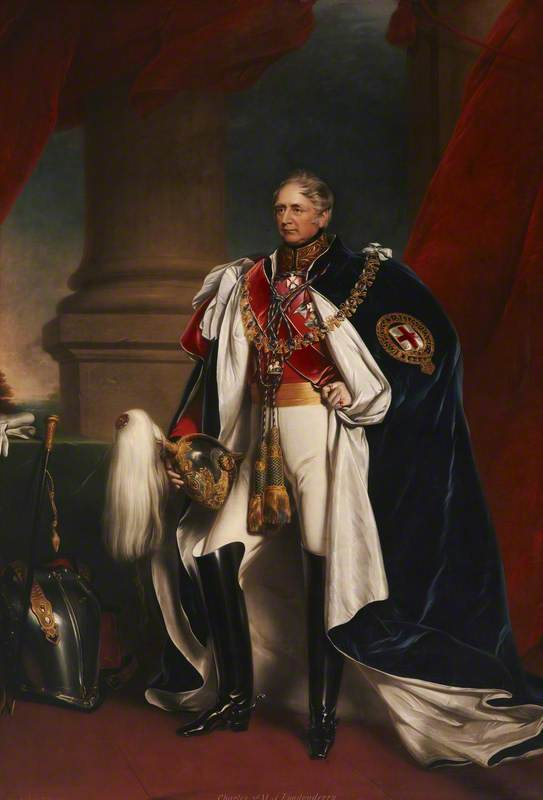
Charles William Stewart 3. Marquess of Londonderry im Ornat eines Ritters des Hosenbandordens (Gemälde von James Godsell Middleton 1853)

Mittlerweile war sein Bruder erneut Außenminister geworden. Stewart wurde 1813 zum Gesandten in Berlin ernannt. Er sollte vor allem die Verbindung zur preußischen und schwedischen Armee halten. Am 26. April erreichte er das Hauptquartier der Alliierten bei Dresden und unterzeichnete einen Bündnisvertrag zwischen Großbritannien, Preußen und Russland. Er war bei der Schlacht bei Großgörschen anwesend und beteiligte sich aktiv an der Schlacht bei Bautzen. Außerdem nahm er am Kavallerieangriff Gebhard Leberecht von Blücher bei Haynau, der Erstürmung von Befestigungen bei Dresden teil. Bei Kulm wurde er mehrfach verwundet. Bei der Völkerschlacht bei Leipzig kommandierte er die Reservekavallerie unter Blücher. Nach der Niederlage Napoleons schloss er ein Abkommen mit Louis-Nicolas Davout über die Rückführung von dessen Truppen nach Frankreich. Von Bernadotte, Kronprinz von Schweden, erhielt er den Orden vom Schwert (1813), außerdem empfing er den preußischen Schwarzen (1813) und Roten Adlerorden (1814) und den russischen St. Georgsorden. Während des Feldzuges 1814 befand sich Stewart zusammen mit seinem Bruder im jeweiligen Hauptquartier der Alliierten. Er war erneut an verschiedenen militärischen Aktionen beteiligt und nahm am 31. März an der Besetzung von Paris teil.
Kurze Zeit später wurde er zum Lieutenant-General befördert. Am 1. Juli 1814 wurde er als Baron Stewart zum erblichen Peer erhoben und wurde dadurch Mitglied des britischen Oberhauses und schied dazu aus dem Unterhaus aus. Die Universitäten Oxford und Cambridge verliehen ihm Ehrentitel. 1814 wurde er Mitglied des Privy Council und erhielt am Hof das Ehrenamt eines Lord of the Bedchamber. Er wurde 1814 Botschafter in Wien und war Gesandter beim Wiener Kongress. Er  unterstützte dabei seinen Bruder und später Wellington. Er machte nicht zuletzt durch verschiedene Eskapaden und übermäßigen Alkoholgenuss von sich Reden. Die Wiener nannten ihn „Lord Pumpernickel“. Beim erneuten Kampf gegen Napoleon 1815 begleitete er nach der Schlacht bei Waterloo die Souveräne nach Paris.
1815 wurde er zum Knight Grand Cross des Order of the Bath erhoben und 1816 zum Knight Grand Cross des Hanoverian Guelphic Order geschlagen.
Im Jahr 1820 vertrat er Großbritannien beim Kongress von Troppau und 1821 beim Kongress von Laibach. Zusammen mit Wellington nahm er 1822 am Kongress von Verona teil.
1820 wurde er Colonel des 10th (The Prince of Wales's Own) Royal Regiment of (Light) Dragoons (Hussars) und hatte dieses Amt bis 1843 inne.

### Spätere Jahre

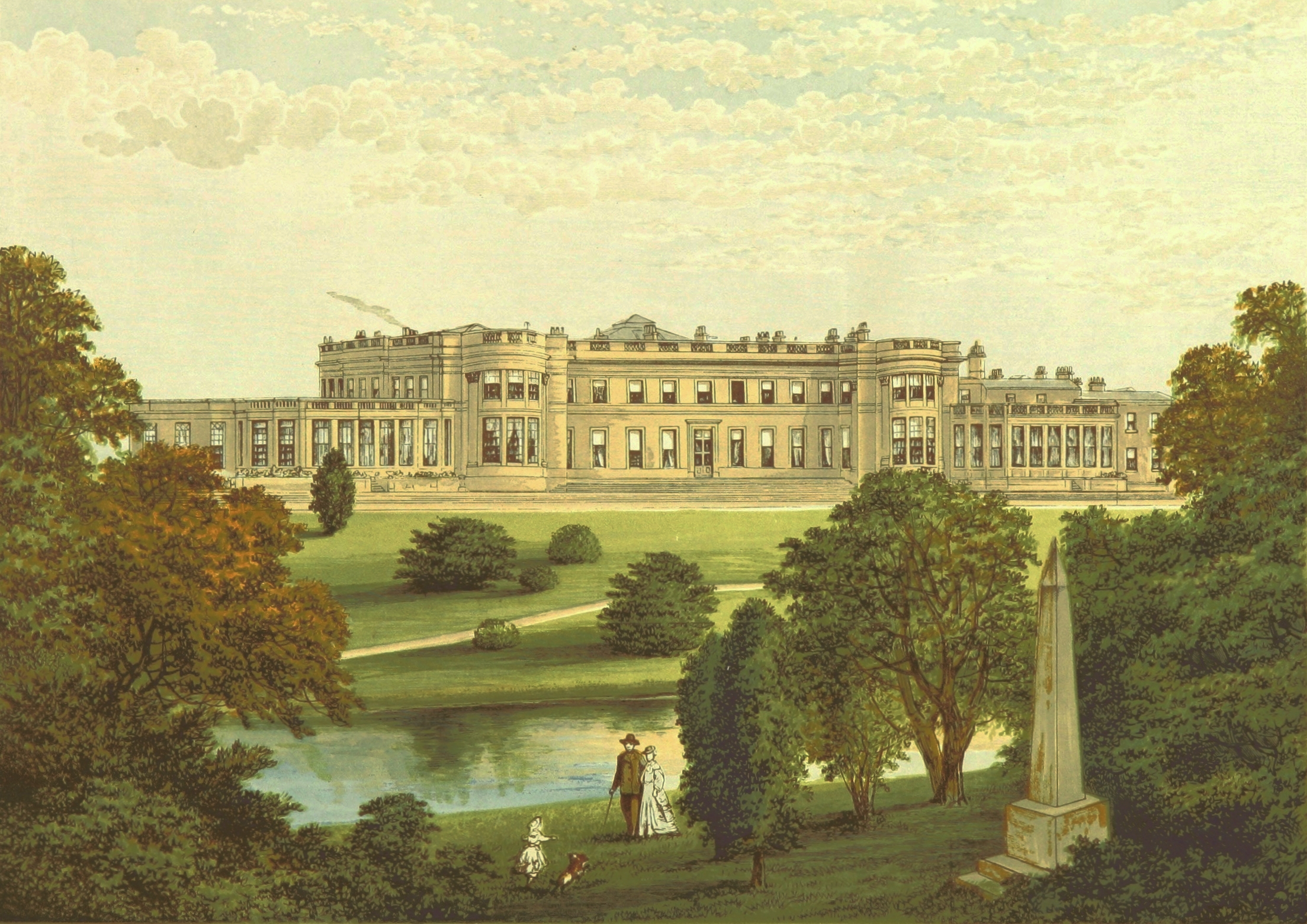
Wynyard Hall

Beim Tod seines Bruders 1822 beerbte er diesen als 3. Marquess of Londonderry. Im Jahr 1823 endete seine Botschaftertätigkeit in Wien. Außerdem wurde er 1823 zum Earl Vane und Viscount Seaham erhoben. Bereits 1822 hatte er den Besitz Seaham im County Durham gekauft. Diesen und seine andere Besitzungen baute er aus. Er ließ Kohlegruben anlegen, einen Hafen mit Docks und eine Eisenbahnstrecke bauen. Er ließ den Landsitz Wynyard Hall und den zugehörigen Park erbauen.
Seit 1834/35 war er für einige Zeit als Diplomat in St. Petersburg. In Großbritannien machte er sich mit seinem Widerstand gegen alle Reformbemühungen zahlreiche Feinde.
Er war Gegner der irischen Emanzipation und der Aufstände in Polen und Italien. Seit 1836 unternahm er Reisen nach Russland und einige Gebiete im östlichen und südlichen Europa. Zurück in England hat er sich zweimal duelliert.
Im Jahr 1837 wurde er in den Rang eines Generals erhoben. Nach dem Tod Wellingtons nahm er dessen Platz als Knight Companion des Hosenbandordens ein. 1843 wurde er zum Colonel des 2nd Regiment of Life Guards ernannt und hatte dieses Amt bis zu seinem Tod 1854 inne.
Er war Autor verschiedener Schriften.

## Name in verschiedenen Lebensphasen
- 1778–1789: Charles Stewart
- 1789–1813: Hon. Charles Stewart
- 1813–1814: Hon. Sir Charles Stewart
- 1814–1821: Charles Stewart, 1. Baron Stewart
- 1821–1822: Charles Vane, 1. Baron Stewart
- 1822–1854: Charles Vane, 3. Marquess of Londonderry

## Schriften
- A Narrative of the Peninsular War from 1808 to 1813. H. Colburn, London 1828 (archive.org).
- A Narrative of the War in Germany and France in 1813–14. H. Colburn and R . Bentley, London 1830 (archive.org).
- Recollections of a Tour in the North of Europe in 1836–7. 2 Bände, R . Bentley, London 1838.
- Journal of a Tour in the Southern Parts of Spain. London 1840.
- A Steam Voyage to Constantinople by the Rhine and Danube in 1840–1, and to Portugal, Spain, &c. in 1839. 2 Bände, London 1842.
- Memoir and Correspondence of Viscount Castlereagh, second Marquess of Londonderry, edited by his brother. 12 Bände, London 1848–53.